# Струніно

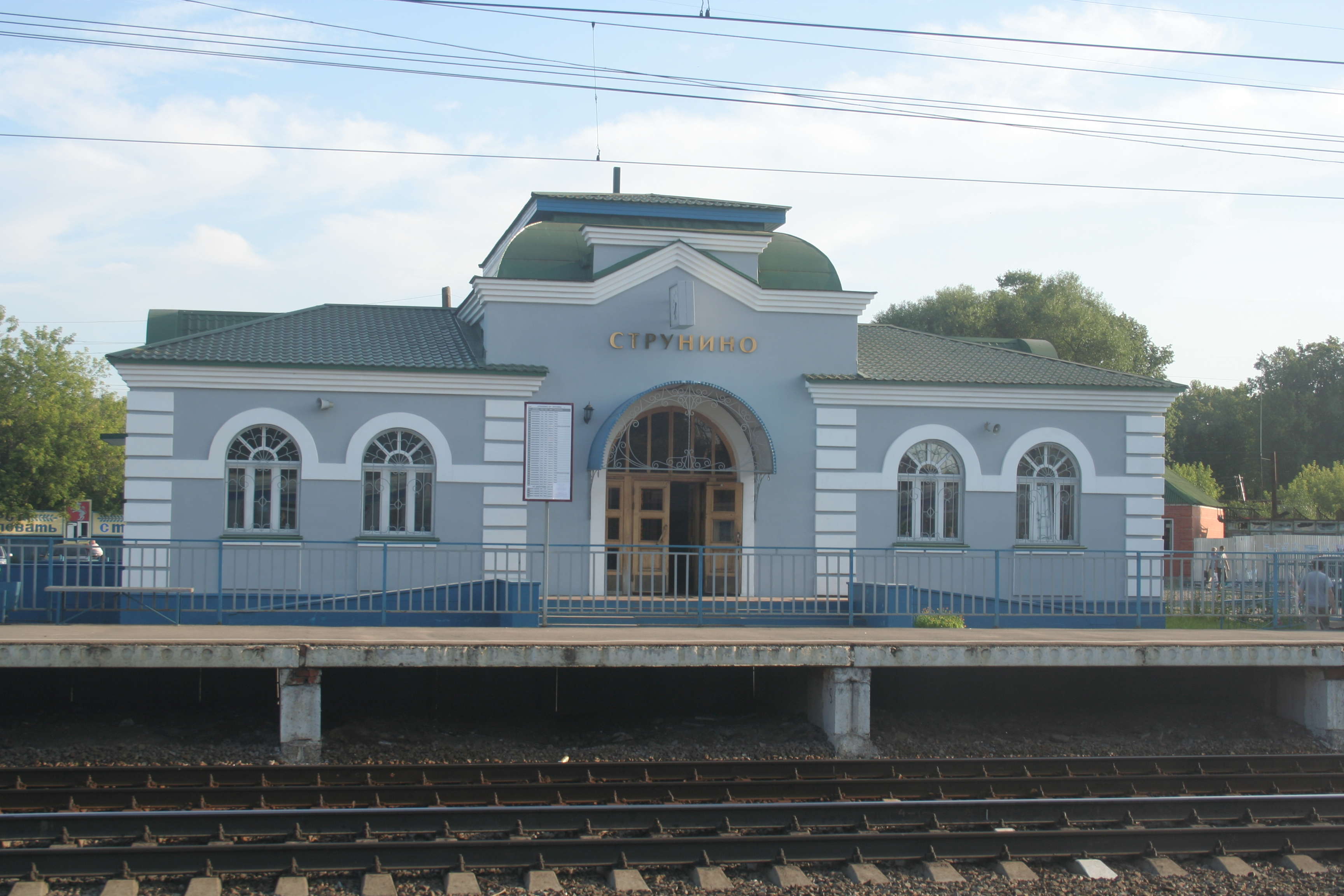
Станція Струніно

Струніно — місто в Александровському районі, Владимирська область, Росія.

## Історія
Дата заснування не встановлена. Згадується з 1492 року. Однак згідно давнім переказам ще в 1240 році через Струніно проїжджав Олександр Невський..
Імовірно назва міста походить від прізвища Струніни, одному з яких (Опанасу Тимофійовичу) в 1654 році цар Олексій Михайлович дав грамоту на володіння землею неподалік від селища Следнєво. Також існує легенда, що Іван Грозний приїжджав полювати, як говорили раніше «звіра струни». Нібито саме через це село отримало свою назву. У 1859 році в селі Струніно було 19 дворів, де проживало 49 чоловіків і 59 жінок, які після польових робіт займалися виготовленням діжок, дерев'яного посуду, валянок, виробляли шкіри, пряли тканину.
У 1874 році на березі злиття річок Чорна і Горілий Хрест було засновано текстильну фабрику.
Указом Президії Верховної Ради СРСР від 26 вересня 1938 року селищу Струніно було присвоєно статус міста.

## Населення
| 1859    | 1897    | 1923    | 1926    | 1931    | 1939    | 1959    |
| ------- | ------- | ------- | ------- | ------- | ------- | ------- |
| 108     | ↗6300   | ↘3917   | ↗8804   | ↗10 800 | ↗15 056 | ↗18 982 |
| 1967    | 1970    | 1979    | 1989    | 1992    | 1996    | 1998    |
| ↗21 000 | ↘20 627 | ↘19 658 | ↘18 658 | ↘18 200 | ↘17 400 | ↘17 200 |
| 2000    | 2001    | 2002    | 2003    | 2005    | 2006    | 2007    |
| ↘16 900 | ↘16 800 | ↘16 056 | ↗16 100 | ↘15 500 | →15 500 | →15 500 |
| 2008    | 2009    | 2010    | 2011    | 2012    | 2013    | 2014    |
| ↘15 400 | ↘15 341 | ↘14 369 | ↘14 368 | ↘14 366 | ↘14 211 | ↘14 022 |
| 2015    | 2016    | 2017    | 2018    |         |         |         |
| ↘13 829 | ↘13 541 | ↘13 281 | ↘13 094 |         |         |         |